# Список эпизодов телесериала «Континуум»
Список эпизодов канадского фантастического телесериала «Континуум». Премьера состоялась на телеканале Showcase 27 мая 2012 года.
Защитник Кира Кэмерон переносится из 2077 в 2012 год, после того, как группа террористов из её времени, приговоренная к казни, совершили побег в настоящее время. Чтобы выследить и остановить угрозу из будущего, Кира вступает в местную полицию. Помогает ей выследить преступников молодой компьютерный гений, создавший технологию, которая будет широко распространена в будущем.

## Обзор сезонов
| Сезон | Серии | Серии | Даты показа     | Даты показа     |
| Сезон | Серии | Серии | Первая серия    | Последняя серия |
| ----- | ----- | ----- | --------------- | --------------- |
| 1     | 10    | 10    | 27 мая 2012     | 5 августа 2012  |
| 2     | 13    | 13    | 21 апреля 2013  | 4 августа 2013  |
| 3     | 13    | 13    | 16 марта 2014   | 22 июня 2014    |
| 4     | 6     | 6     | 4 сентября 2015 | 9 октября 2015  |

## Список серий

### Сезон 1 (2012)
В названии всех серий первого сезона фигурирует слово «время» (англ. time), которое является одной из основных сюжетных линий сериала.
| № общий | № в сезоне | Название                                  | Режиссёр       | Автор сценария                       | Дата премьеры  | Зрители в Канаде (млн) |
| --- | ---------- | ----------------------------------------- | -------------- | ------------------------------------ | -------------- | ---------------------- |
| 1 | 1          | «A Stitch In Time» «Петля времени»        | Джон Кассар    | Саймон Бэрри                         | 27 мая 2012    | 0,90                   |
| Офицер Управления общественной безопасности Кира Кэмерон теряет все, когда в результате побега террористов из группировки «Освобождение», приговоренных к смерти, перемещается из 2077 в 2012 год. Она присоединяется к полиции Ванкувера с целью поймать всех беглецов и знакомится с Алеком Садлером, 17-летним гением, создавшим технологию, на которой в будущем развивается мир, откуда прибыла Кэмерон. |            |                                           |                |                                      |                |                        |
| 2 | 2          | «Fast Times» «Быстрые времена»            | Джон Кассар    | Джефф Кинг                           | 3 июня 2012    | 0,67                   |
| Кира пытается отыскать членов «Освобождения» до того, как они нанесут еще больший ущерб. Её попытки проваливаются, когда в полиции Ванкувера обнаруживается, что Кэмерон не та, за кого себя выдает. Однако Кире удается понять план «Освобождения» по возвращении в 2077 год. |            |                                           |                |                                      |                |                        |
| 3 | 3          | «Wasting Time» «Трата времени»            | Дэвид Фрэйзи   | Саймон Бэрри                         | 10 июня 2012   | 0,53                   |
| Кира и Карлос расследуют серию загадочных убийств, при которых у жертв выкачивают эндокринную жидкость из организма. Следы ведут к «Освобождению», члены которого пытаются спасти своего солдата Трэвиса. Келлог пытается договориться с Кирой и преподносит «подарок», что едва не стоит жизни Кэмерон и Карлосу.                                                                                            |            |                                           |                |                                      |                |                        |
| 4 | 4          | «Matter of Time» «Вопрос времени»         | Майкл Рол      | Сэм Иган                             | 17 июня 2012   | 0,39                   |
| Убит ученый, занимавшийся работой по созданию источника чистой энергии. Список подозреваемых приводит Киру к нелегкому вопросу - поступить правильно или не допустить изменения будущего. |            |                                           |                |                                      |                |                        |
| 5 | 5          | «A Test of Time» «Тест времени»           | Пэт Уильямс    | Джефф Кинг                           | 24 июня 2012   | 0,47                   |
| С прибытием Кагами, «Освобождение» пытается разрешить парадокс путешественника во времени - возможность того, что если их предка, живущего в это время, убивают, они могут прекратить своё существование. |            |                                           |                |                                      |                |                        |
| 6 | 6          | «Time's Up» «Время вышло»                 | Рэйчел Талалай | Джереми Смит и Джонатан Ллойд Уолкер | 8 июля 2012    | 0,40                   |
| Во время акций протеста, «Освобождением» похищена генеральный директор компании Exotrol, Генриетта Шерман. В то время как Кира и Карлос пытаются остановить похитителей, Алек сталкивается с собственной дилеммой, когда понимает, что его сводный брат Джулиан является одним из агрессивно настроенных протестующих.                                                                                        |            |                                           |                |                                      |                |                        |
| 7 | 7          | «The Politics of Time» «Политика времени» | Пэт Уильямс    | Сара Б. Купер                        | 15 июля 2012   | 0,43                   |
| Карлос расследует убийство журналистки Алисии Фуэнтес, в то время как все доказательства указывают против него самого. Между тем, Алек пытается исправить костюм Киры, после чего она получает возможность выйти на след убийцы. |            |                                           |                |                                      |                |                        |
| 8 | 8          | «Game Time» «Игровое время»               | Пол Шапиро     | Андреа Стивенс                       | 22 июля 2012   | н/д                    |
| Кира и Карлос расследуют ряд преступлений, в которых убийца совершает самоубийство после устранения жертвы, в то время как сами становятся следующими целями. Алеку приходится поработать, чтобы спасти Киру от убийства своего партнера, и найти ранее неизвестный файл в интерфейсе Киры с сообщением, адресованным ему.                                                                                    |            |                                           |                |                                      |                |                        |
| 9 | 9          | «Family Time» «Семейное время»            | Уильям Варинг  | Флойд Кейн                           | 29 июля 2012   | н/д                    |
| Подозрительная закупка аммиачной селитры приводят Киру и Карлоса на ферму отчима Алека. Там они находят фургон, готовый к использованию в качестве взрывчатки и попадают в плен к Джулиану, пытающемуся получить контроль над ситуацией. |            |                                           |                |                                      |                |                        |
| 10 | 10         | «End Times» «Время на исходе»             | Пэт Уильямс    | Саймон Бэрри                         | 5 августа 2012 | н/д                    |
| Время работает против, когда Кира пытается остановить террористическую атаку. Тем временем место Алека и Джулиана в истории определено ужасающим событием. |            |                                           |                |                                      |                |                        |

### Сезон 2 (2013)
В названиях серий второго сезона присутствует слово «секунда» или «второй» (англ. second).
| № общий | № в сезоне | Название                             | Режиссёр        | Автор сценария                        | Дата премьеры  |
| --- | ---------- | ------------------------------------ | --------------- | ------------------------------------- | -------------- |
| 11 | 1          | «Second Chances» «Второй шанс»       | Пэт Уильямс     | Саймон Бэрри                          | 21 апреля 2013 |
| Центр Ванкувера в руинах после террористической атаки Кагами на Сити Плаза. Алек получает сообщение от самого себя в будущем, в котором говорится, что он отправил агента полиции Киру Кэмерон вместе с террористической группой «Освобождение» на 65 лет назад в каких-то целях. Внезапное убийство мэра Ванкувера заставляет Киру вновь примкнуть к отделу полиции, чтобы найти убийцу. Она понимает, что должна противостоять целям «Освобождения», чтобы сохранить будущее с её мужем и сыном. Но она даже не может получить в руки Алека, который напуган сообщением. |            |                                      |                 |                                       |                |
| 12 | 2          | «Split Second» «Доля секунды»        | Пэт Уильямс     | Саймон Бэрри                          | 28 апреля 2013 |
| Кира и офицер полиции Карлос Фоннегра с трудом пытаются предотвратить попытку срыва перемещения задержанного террориста. Тем временем Келлог предлагает Алеку партнерство, но несмотря на соблазн Алек не уверен, как это может повлиять на его будущее. |            |                                      |                 |                                       |                |
| 13 | 3          | «Second Thoughts» «Переосмысление»   | Уильям Варинг   | Сэм Иган                              | 5 мая 2013     |
| Внутренняя борьба за власть в «Освобождении» становится жестокой, поскольку Соня и Трэвис используют местные группировки как оружие. Кира расследует появление нового наркотика из будущего. |            |                                      |                 |                                       |                |
| 14 | 4          | «Second Skin» «Вторая кожа»          | Уильям Варинг   | Шелли Эриксен                         | 12 мая 2013    |
| Возможно ли, что кто-то еще проскочил с Кирой и «Освобождением» из будущего? Она отчаянно пытается это выяснить, парируя группировкам сочувствующих «Освобождению» и неустанному агенту Гардинеру. |            |                                      |                 |                                       |                |
| 15 | 5          | «Second Opinion» «Взгляд со стороны» | Пэт Уильямс     | Джефф Кинг                            | 26 мая 2013    |
| Кира страдает от нервного срыва, который запускает скрытые психиатрические тесты в её интерфейсе. В полицейском департаменте идёт расследование утечки информации. Кроме того, Ванкувер, оживленный от действий «Освобождения», получает нового начальника полиции. Агент Гардинер и новый начальник обвиняют Киру и Бэтти в шпионаже, но Кира успевает стереть компрометирующие данные, а Алек находит на компьютере Бэтти “троянский” вирус, рассылающий данные. Киру и Бэтти оправдывают. |            |                                      |                 |                                       |                |
| 16 | 6          | «Second Truths» «Другая правда»      | Пэт Уильямс     | Джонатан Ллойд Уолкер                 | 2 июня 2013    |
| Кира и Карлос разыскивают серийного убийцу. Кира вспоминает, что уже читала об этом деле в будущем и что убийцу так и не нашли. Она понимает, что должна остановить убийцу, но не может вспомнить детали. Ей всё же удаётся схватить убийцу, но задержанный ей человек оказывается смертельно болен и должен умереть через пару месяцев, а убийства будут продолжаться ещё много лет. Кира сообщает Карлосу, что должен быть второй убийца. Карлос требует объяснений того, откуда она это знает и как ей удалось вычислить первого. Кира рассказывает ему, что прибыла из будущего. Карлос ей не верит и их отношения окончательно рушатся. Кира пытается схватить второго убийцу в одиночку, но попадает к нему в ловушку. Тем временем Карлос в беседе с задержанным догадывается, что Кира была права. Он вычисляет адрес второго убийцы и спасает Киру. Карлос говорит Кире, что верит в её историю, так как она никак не могла знать того, что знает, если бы только сама не работала с убийцей, а он знает что это не так. Она рассказывает ему всю правду про будущее. Алек натыкается на опасную тайну об «Освобождении». |            |                                      |                 |                                       |                |
| 17 | 7          | «Second Degree» «Вторая степень»     | Дэвид Дж. Фрэзи | Джереми Смит                          | 9 июня 2013    |
| Кира и Карлос ведут гонку со временем, чтобы остановить заговор «Освобождения» с целью сорвать суд над Джулианом; Алек должен выбрать между правдой и предательством его семьи. |            |                                      |                 |                                       |                |
| 18 | 8          | «Second Listen» «Второе начало»      | Дэвид Дж. Фрэзи | Шелли Эриксен                         | 16 июня 2013   |
| Кира расследует таинственное исчезновение нескольких трупов покойных путешественников во времени; Алек взят в заложники Гарзой по приказу своего будущего я. |            |                                      |                 |                                       |                |
| 19 | 9          | «Seconds» «Секунды»                  | Майкл Рол       | Пол Санчес Инглис                     | 7 июля 2013    |
| Мать Алека ранена пулей, предназначенной для Джулиана; Кира должна решить, как далеко она зайдёт, чтобы остановить убийственное будущее Джулиана. |            |                                      |                 |                                       |                |
| 20 | 10         | «Second Wave» «Вторая волна»         | Майкл Рол       | Мэтт Венэйблс                         | 14 июля 2013   |
| Кира попадает в заложники к фанатичным последователям Джулиана, жаждущим реванша после угроз в его адрес. Алек активирует спящий чип в мозге Трэвиса, в надежде отбить его. Но вскоре охотник становится жертвой. |            |                                      |                 |                                       |                |
| 21 | 11         | «Second Guess» «Двойной обман»       | Саймон Бэрри    | Сэм Иган                              | 21 июля 2013   |
| Волна кибератак наносит небывалый ущерб инфраструктуре Ванкувера, в то время как Кира и Карлос пытаются поймать преступника. |            |                                      |                 |                                       |                |
| 22 | 12         | «Second Last» «Предпоследний»        | Аманда Тэппинг  | Шелли Эриксен и Джонатан Ллойд Уолкер | 28 июля 2013   |
| Трэвис добирается до костюма Елены. Кира подозревается в убийстве агента Гардинера, в то время как ей с Карлосом приходится отбиваться от загадочных фрилансеров. |            |                                      |                 |                                       |                |
| 23 | 13         | «Second Time» «Второй раз»           | Пэт Уильямс     | Саймон Бэрри                          | 4 августа 2013 |
| Кира стремится защитить Алека от самого себя и сохранить свои шансы вернуться домой, а он должен сделать выбор между решением её дилеммы и собственной. |            |                                      |                 |                                       |                |

### Сезон 3 (2014)
Во всех названиях серий третьего сезона содержится слово «минута» (англ. minute).
| № общий | № в сезоне | Название                                          | Режиссёр       | Автор сценария               | Дата премьеры  |
| --- | ---------- | ------------------------------------------------- | -------------- | ---------------------------- | -------------- |
| 24 | 1          | «Minute by Minute» «Минута за минутой»            | Пэт Уильямс    | Саймон Бэрри                 | 16 марта 2014  |
| В своём стремлении спасти Эмили, Алек меняет хронологию, а Кира при помощи фрилансеров должна остановить его от изменения истории, хотя и не уверена, действительно ли им можно доверять. |            |                                                   |                |                              |                |
| 25 | 2          | «Minute Man» «Доброволец»                         | Пэт Уильямс    | Саймон Бэрри                 | 23 марта 2014  |
| В то время как Кира решает проблемы, вызванные нахождением двух Алеков в этой временной линии, мэр Ванкувера похищен Освобождением, а Карлос пытается осознать последствия этого перемещения Киры во времени. |            |                                                   |                |                              |                |
| 26 | 3          | «Minute To Win It» «Минута на победу»             | Пэт Уильямс    | Шелли Эриксен                | 30 марта 2014  |
| Освобождение проводит грабежи банков с помощью дистанционно управляемых грабителей. Алек наследует контрольный пакет акций Пайрона, и узнает о прошлом Эмили. |            |                                                   |                |                              |                |
| 27 | 4          | «A Minute Changes Everything» «Минута решает всё» | Уильям Варинг  | Дэнис Макграв                | 6 апреля 2014  |
| Кира пытается оправдать невиновного студента, обвиняемого в убийстве во время демонстрации, в то время как Алеку предстоит встретиться со своей копией из будущего. |            |                                                   |                |                              |                |
| 28 | 5          | «30 Minutes To Air» «30 минут до эфира»           | Уильям Варинг  | Джонатан Ллойд Уолкер        | 13 апреля 2014 |
| Когда дочь инспектора Диллона, Кристину, арестовывают и обвиняют в противоправных действиях против корпорации Fermitas, её деятельность связывают с поддержкой Освобождения. Столкнувшись с пристальным вниманием к этому делу, Диллон появляется в прямом эфире в телестудии и в это время их захватывает в заложники Освобождение, требуя коды доступа спутниковой связи. Алек из текущей хронологии упрочняет свои позиции в корпорации Пайрон, разрывает отношения с Келлогом и блокирует банковские карты для Алека из другой хронологии, осложняя ему жизнь. Также он узнаёт, что Кира была в курсе о втором Алеке, и решает прекратить с ней общение. Освобождение, используя полученные коды доступа, похищает разведданные промышленного шпионажа, собранные Fermitas. Диллон сообщает дочери, что добился для неё мягкого приговора, и после отбытия она будет внедрённым в Освобождение агентом своего отца. |            |                                                   |                |                              |                |
| 29 | 6          | «Wasted Minute» «Лишняя минута»                   | Аманда Тэппинг | Джереми Смит и Мэтт Венэйблс | 27 апреля 2014 |
| Кира сталкивается с требованием фрилансеров сделать окончательный выбор, которого Алека оставить, а которого устранить, чтобы обеспечить будущее мира. Между тем Алек из другой хронологии, не желая становиться тем Алеком Седлером из 2077 года, решает не продолжать свою научную деятельность и отчаянно пытается покинуть город вместе с Эмили. Для этого ему следует под видом владельца проникнуть в офис корпорации Пайрон и удалить документы, не дающие Эмили свободу передвижения. В то же время Карлос и Кира расследуют вторжение членов Освобождения на территорию химического завода и обнаруживают, что украденные химикаты послужат террористам для изготовления химического оружия массового поражения, с применением которого Кира уже сталкивалась в своём времени. Опасаясь худшего, Кира нагружает Алеков - одного созданием противоядия, а другого - поиском местоположения вывезенной с завода цистерны. Услышав по спецсвязи шум борьбы, Кира прибывает в офис Пайрона и застаёт там вооружённое столкновение обоих Алеков между собой. Будучи вынужденной вмешаться, она парализует Алека из другой реальности и передаёт его в хранилище фрилансерам. Находясь у них, она получает восстановленное Алеком видео с интерфейса убитой Киры из этой реальности, из чего узнаёт, что убийцей был фрилансер Кертис Чен. Она показывает видео главе фрилансеров и всем присутствующим. |            |                                                   |                |                              |                |
| 30 | 7          | «Waning Minute» «Минута на исходе»                | Аманда Тэппинг | Сэм Иган                     | 7 мая 2014     |
| Основные события серии описывают время в 2075 или 2076 году, когда Кира, сопровождая серийного убийцу, из-за аварии оказалась в лагере сепаратистов. Кертис Чен, заключённый в изолятор фрилансеров, инсценирует свою смерть и сбегает оттуда. |            |                                                   |                |                              |                |
| 31 | 8          | «So Do Our Minutes Hasten» «Наши минуты спешат»   | Пэт Уильямс    | Джефф Кинг                   | 11 мая 2014    |
| Кира и Диллон расследуют атаку нервно-паралитическим газом на сотрудников Фермитас, что привело к гибели 12 человек. Освобождение не берёт на себя ответственность за теракт и отрицает причастность к событию. Алек из данной реальности обманным путём получает от директоров корпорации Пайрон двухмесячное финансирование медицинского технологического проекта Гало. Келлог направляет Джейсона в Пайрон, чтобы самому шпионить за внутренними разработками. Алек для помощи в доработке проекта берёт Джейсона на работу в корпорацию. Джулиан через третье лицо публикует документы промышленного шпионажа о корпорации, но они оказываются поддельными и его репутация подорвана. |            |                                                   |                |                              |                |
| 32 | 9          | «Minute of Silence» «Минута молчания»             | Пэт Уильямс    | Саймон Бэрри                 | 25 мая 2014    |
| Едва успев вернуться с похорон полицейской Бэтти, Кира и Карлос расследуют дело о высокотехнологичных кражах. Карлос показывает Алеку тело убитой Киры из данной реальности, и тот проникается к ней новым недоверием за её недомолвки. Неизвестный мужчина, вышедший из продолжительной комы, называет имя Киры Кэмерон и просит её помочь в установлении его личности. Келлог подаёт в суд на Алека и его корпорацию Пайрон за нарушение Алеком контракта с компанией Келлога, Саттек. Алек в качестве отступных договаривается выкупить компанию Келлога и ввести его в состав директоров Пайрона. Алек в одиночку приезжает в место хранения тела Киры из данной реальности и высверлив его, изымает высокотехнологичные модули, вживлённые ей в будущем. |            |                                                   |                |                              |                |
| 33 | 10         | «Revolutions Per Minute» «Минутная революция»     | Дэвид Фрэйзи   | Дэнис Макграв                | 1 июня 2014    |
| Разобравшись в технологии, применённой в изъятом из тела убитой Киры модуле нейроинтерфейса, Алек использует данные для доработки проекта Гало. Это придаёт ему вес в корпорации и вызывает сопротивление совета директоров в продвижении его изобретений. Попутно Алек считывает из памяти интерфейса информацию о последних минутах жизни Киры из этой реальности и на кадрах видно, что она убита неизвестным мужчиной с амнезией, которого другая Кира приютила в своём доме. При прощании с телом погибшей, Кира из другой реальности замечает отсутствие у погибшей интерфейсного модуля и ставит это в вину Алеку, идя на разрыв отношений с ним. Алек не решается передать ей обнаруженную информацию о стрелявшем. В это же время Кира с Карлосом решают осветить деятельность второстепенной фармацевтической компании, куда была внедрена дочка их шефа полиции. Пользуясь отвлекающим манёвром Карлоса и функцией невидимости костюма, Кира похищает из этой компании разрабатываемое там «новое» средство, которое при проверке оказывается воссозданным сильным наркотиком. Кира публикует информацию в интернете и компания теряет свои позиции в бизнесе. Также Кира возвращает дочку своего шефа к нему, оканчивая её роль как агента. |            |                                                   |                |                              |                |
| 34 | 11         | «3 Minutes to Midnight» «3 минуты до полуночи»    | Дэвид Фрэйзи   | Джонатан Ллойд Уолкер        | 8 июня 2014    |
| Гостящий у Киры неизвестный мужчина вспоминает, что его зовут Брэд Тонкин, и он как-то связан с убийством Киры из этой реальности, после чего сбегает из дома. Карлос и Кира устанавливают, что испытатели браслетов Гало становятся психически нестабильными и агрессивными. Алек лжёт Кире, что не знал о побочном эффекте. Карлос просит Джулиана помочь достать информацию о неудаче с Гало. Кира находит дом юного Брэда и встречает там своего гостя, но их обоих похищает Освобождение, боевикам которого Тонкин признаётся, что направлен из 2039 года исправлять их ошибки, совершаемые ими сейчас, в 2014 году, и рассказывает о своём времени — изменённом будущем без корпоративного конгресса, но с гражданскими войнами с участием значимых компаний. Брэд признаётся, что это он сам убил Киру из этой реальности, так как Кёртису Чену это не удалось. Появившиеся там же Кэллог и Чен слушают с боевиками объяснения Брэда, и приходят к выводам, что они все — пешки власть имущих, которые их послали сюда, им незачем конфронтировать из-за неконтролируемых изменений хронологии. |            |                                                   |                |                              |                |
| 35 | 12         | «2 Minute Warning» «Двухминутное предупреждение»  | Саймон Бэрри   | Шелли Эриксен                | 15 июня 2014   |
| Кира с Брэдом устраивают налёт на штаб-квартиру фрилансеров, освобождая Алека из другой реальности, при этом выпущенный фрилансерами из изолятора Кёртис Чен убивает и главу фрилансеров. При ранее производившемся аресте Джейсона у него был изъят шар машины времени и шеф полиции забирает артефакт из хранилища улик, чтобы вернуть в Пайрон по просьбе Алека. Карлос по просьбе Киры пытается деактивировать устройство до его перехвата фрилансерами. Член освобождения, Соня, даёт себя арестовать и взрывает вместе с шефом полиции. Устройство машины времени, забытое полицейским в портфеле, оказывается у Киры. Кира отпускает Алека из другой реальности и он уезжает с подругой, но об этом докладывают Алеку в Пайроне. |            |                                                   |                |                              |                |
| 36 | 13         | «Last Minute» «Последняя минута»                  | Уильям Варинг  | Саймон Бэрри                 | 22 июня 2014   |
| Эмили с Алеком из другой реальности в своём лесном домике переживают вооружённый налёт, организованный Алеком из этой реальности, после чего они приходят в убежище Киры и Брэда. Обсудив возможные пути развития будущего, они объединяются с Джейсоном и с бывшими членами Освобождения, чтобы остановить планы Алека по упрочнению его положения в корпорации Пайрон и выпуску устройств с технологией Гало. На презентации устройства Гарза имитирует покушение, а Кира похищает Алека, подменив его Алеком из другой реальности, который должен уничтожить лабораторию антиматерии в Пайроне и выкрасть устройство машины времени. Алека из этой реальности спасает его служба безопасности, но он возвращается в Пайрон только чтобы умереть в борьбе со вторым Алеком. Кэллог признаётся Алеку, что перехватил управление Пайроном и выдворяет того из компании. Брэд активирует темпоральный маяк и на его сигнал из будущего приходит команда солдат. |            |                                                   |                |                              |                |

### Сезон 4 (2015)
Во всех названиях серий четвёртого сезона содержится слово «час» (англ. hour).
| № общий | № в сезоне | Название                              | Режиссёр     | Автор сценария              | Дата премьеры    |
| --- | ---------- | ------------------------------------- | ------------ | --------------------------- | ---------------- |
| 37 | 1          | «Lost Hour» «Потерянный час»          | Пэт Уильямс  | Саймон Бэрри                | 4 сентября 2015  |
| Брэд Дункан, который помог вызвать 6 вооружённых и в высокотехнологичной экипировке солдат из будущего, является сослуживцем некоторых из них, но командир группы говорит, что Кира в их списке подлежащих уничтожению путешественников во времени. Из своей экипировки они сооружают бомбы. Алек с единомышленниками пробуют вернуть Пайрон под свой контроль: для этого Алек объединяется с братом Джулианом и, используя его карту доступа, взламывают сеть Пайрона забрав себе софт для оперативного управления компанией и её ультрасовременным оборудованием — в ответ на это Эмили похищается людьми Келлога; также он вступает в сговор с Кёртисом Ченом и его активистами для новых акций по изменению хронологии. В заключении серии Также Келлог получает видеопослание от самого себя из будущего. |            |                                       |              |                             |                  |
| 38 | 2          | «Rush Hour» «Час пик»                 | Пэт Уильямс  | Шелли Эриксен               | 11 сентября 2015 |
| В обмен на похищенную Эмили Келлог требует от Алека вернуть похищенное из компании, но получает изменённую копию, — Алек в это время устанавливает местонахождение подруги, пробирается к ней и вдвоём освобождаются от охранников. Бойцы «Освобождения» отравляют кафе фосгеном при передаче Кирой жёсткого диска и она спасает Келлога от газа. Эмили покидает Алека, чтобы не подвергать опасности. |            |                                       |              |                             |                  |
| 39 | 3          | «Power Hour» «Час силы»               | Дэвид Фрэйзи | Джереми Смит и Тодд Айрлэнд | 18 сентября 2015 |
| Пытаясь изменить свою судьбу, Джулиан сжигает черновик манифеста Тесея, но документ появляется в интернете. Пытаясь найти источник, Джулиан находит Кёртиса Чена с маленьким Эдуардом Кагами, будущим командиром «Освобождения». Кёртис предлагает Джулиану не оставлять движение, чтобы его последователи не становились фанатиками. Алека берут на работу в полицию гражданским служащим. Кира и Гарза проникают на склад, где солдаты будущего строят установку, и пытающийся их оттуда вызволить Лукас погибает от рук Брэда. |            |                                       |              |                             |                  |
| 40 | 4          | «Zero Hour» «Нулевой час»             | Дэвид Фрэйзи | Джонатан Ллойд Уолкер       | 25 сентября 2015 |
| Алек преждевременно знакомится со своей будущей женой Энни. Также ему удаётся пообщаться с будущим собой. Келлог перестаёт доверять работающим на него солдатам будущего и просит помощи у Киры. Алек выясняет, что солдаты строят портал во времени для начала вторжения. |            |                                       |              |                             |                  |
| 41 | 5          | «The Desperate Hours» «Часы отчаяния» | Пэт Уильямс  | Шелли Эриксен               | 2 октября 2015   |
| На полицейский участок нападает группа солдат из будущего, с целью вытащить Келлога. Карлос держит оборону, Алек забирает ключ от портала и пытается бежать, однако Брэд его настигает. Узнав, что Брэд её обманул, Кира возвращается в участок и пробирается в КПЗ раньше солдат, освобождая Трэвиса и беря в заложники Келлога. На крыше она обменивает Келлога на Алека, и Брэд с Келлогом улетают на вертолете. Тем временем тяжело раненый Трэвис удерживает Роллинза с гранатой в здании участка, чтобы задержать его, пока все не покинут здание, после этого происходит взрыв, в котором погибают Роллинз, Трэвис и разрушается половина здания полицейского участка. |            |                                       |              |                             |                  |
| 42 | 6          | «Final Hour» «Последний час»          | Пэт Уильямс  | Саймон Бэрри                | 9 октября 2015   |
| Солдаты открывают портал в 2039 год, чтобы начать вторжение, однако оттуда успевают пройти только 3 человека и портал снова закрывается. Кира и Алек собираются остановить вторжение солдат из 2039 года. На склад с машиной времени едут они, полиция и солдаты корпорации "Пайрон", а также проникает Гарза. Кира рассказывает правду о себе Диллону, и он также соглашается ей помочь. Келлог убивает удерживающую его Васкез, но перед смертью, она сообщает ему, что на самом деле она - его дочь. Тем временем, полиция, солдаты "Пайрон" и Гарза проникают в здание, однако их замечают солдаты из будущего и начинается перестрелка. Киру и Алека обнаруживают и захватывают, Зорин приказывает Алеку починить ключ, чтобы снова запустить портал. Алек чинит ключ, и портал открывают вновь, однако Келлог, в очередной раз всех обхитрив, отправляется в портал сам, надеясь вернуться в 2012 год под тот самый мост, к которому тогда прибыли Кира и Освобождение из 2077 года, с целью всех их убить и написать историю под себя. Однако в устройстве Келлога была выставлена не та дата, и он отправляется на много лет назад, когда на месте США были еще джунгли, последнее, что он видит - местных туземцев, заметивших его. История Келлога стерта, и теперь Кира может вернуться обратно в 2077 год, что она и делает. Оказавшись в 2077 году, перед ней на скамейке сидит Эдуард Кагаме, Кира в замешательстве спрашивает у него, неужели "Освобождение" всё же победило, но Кагаме не понимая её, спрашивает, что такое "Освобождение"? Появляется постаревший Алек Садлер, он встречает Киру, и говорит ей, что всё получилось, они смогли изменить будущее, Корпоративного конгресса больше нет, вместо CPS - обычная полиция, и её сын здесь в будущем жив и здоров, наконец они выходя в парк "имени Карлоса Фоннегры" и Кира видит Сэма, играющего с маленьким солдатиком. Она хочет подойти к сыну, но Алек её задерживает, говоря, что такова плата за спасение будущего. В следующий момент Кира видит, как к Сэму подходит другая Кира из этого времени... |            |                                       |              |                             |                  |